# Chiesa di Santa Maria Novella (Orciano di Pesaro)

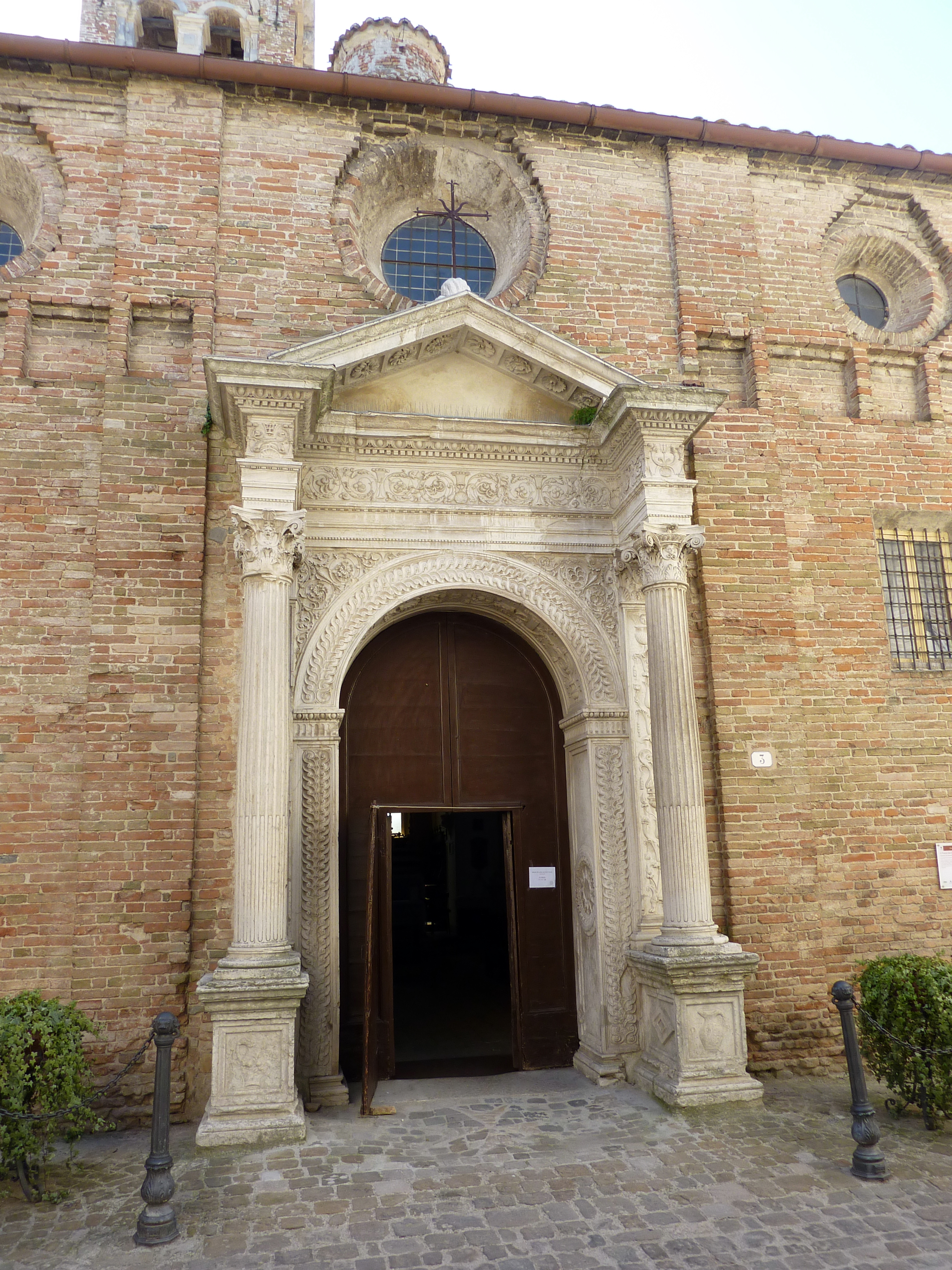
Facciata esterna della chiesa di Santa Maria con il portale scolpito in pietra bianca attribuito a. Federico Barocci

La chiesa rinascimentale di Santa Maria è un edificio religioso nella frazione di Orciano di Pesaro del comune sparso di Terre Roveresche. Prende l'appellativo di 'Nuova' per via della preesistente chiesa di Santa Maria della Pieve, esistente fin dal 1156 a Orciano, come attestato dalla bolla di papa Adriano IV del 5 maggio 1156. La chiesa Nuova si trova nel cuore del centro storico di Orciano, sulla destra provenendo dal corso Matteotti e dall'ingresso principale al Castello. La sua erezione risale al 1492, per disegno dell'architetto Baccio Pontelli, descritto da Giorgio Vasari come l'architetto di papa Sisto IV in Le vite de' più eccellenti pittori, scultori e architettori.

## Storia

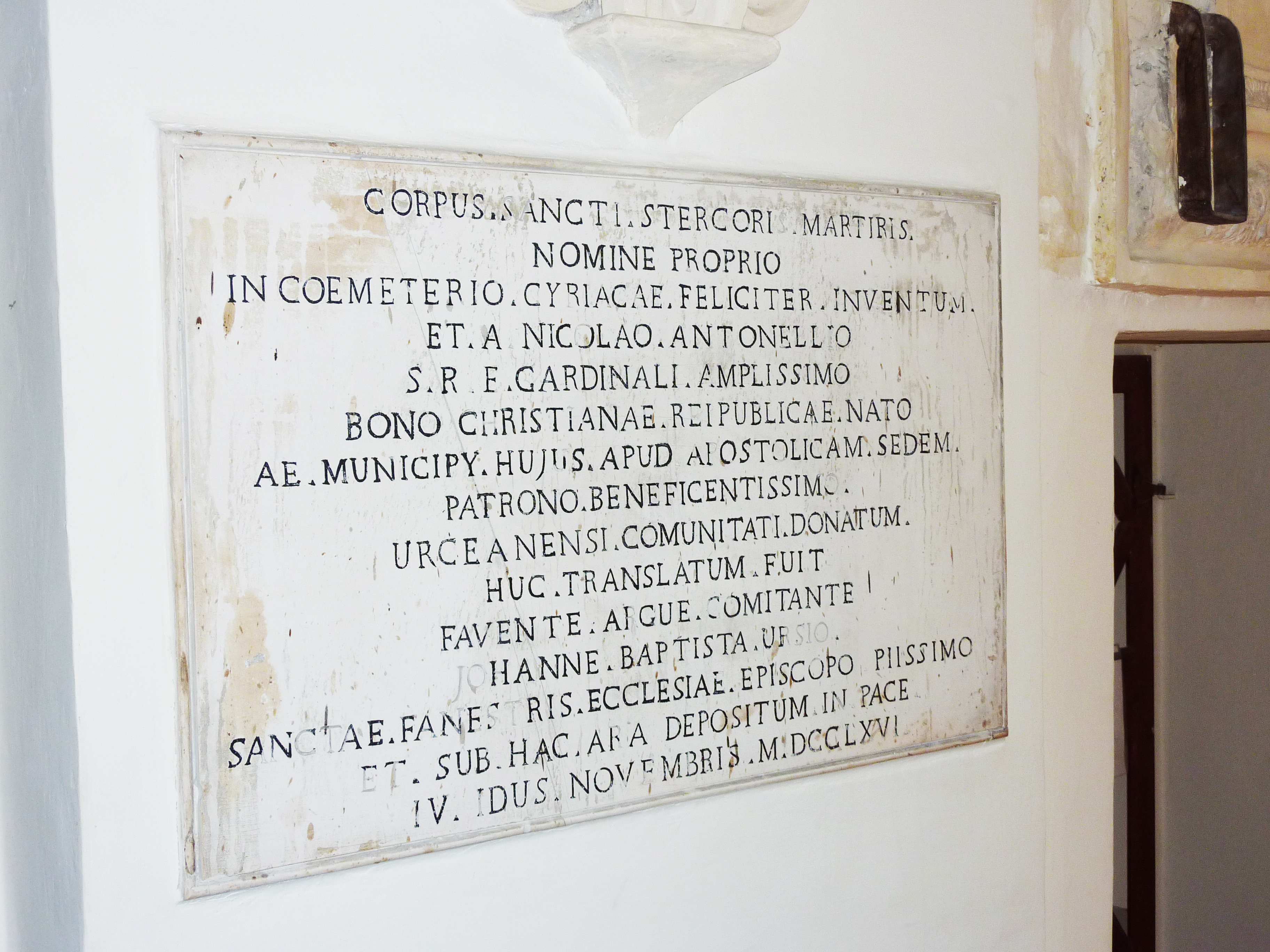
Lapide che attesta la donazione della reliquia del santo martire

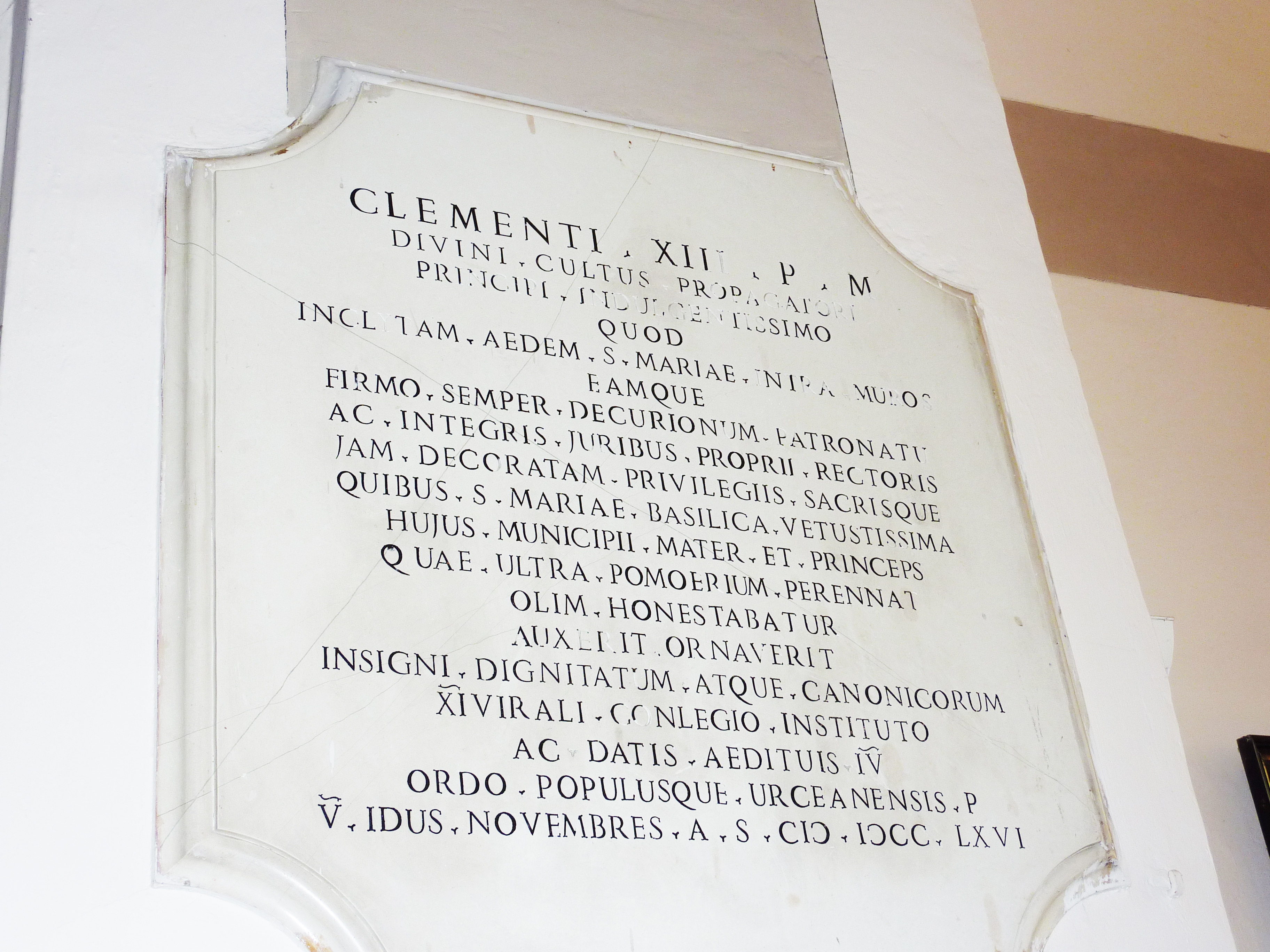
Lapide che attesta l'elevazione della chiesa a Basilica Collegiata

Frate Grazia di Francia, storiografo dei Della Rovere, afferma che Giovanni della Rovere, nipote di papa Sisto IV, vi fece costruire ad Orciano "una eccellente et preciosa chiesa" nel periodo in cui il Castello di Orciano entrò a far parte dei suoi possedimenti sempre grazie al suddetto papa. Questa opera rinascimentale fu poi adornata dai Cavalieri di Malta, i cui tratti inconfondibili sono presenti all'ingresso e al centro della chiesa con la Croce di Malta, il Fiore di Loto nella colonna che separa l'altare centrale dalla cappella della Madonna di Loreto e la Rosa, in cima alla cupola. Quest'ultima però è più facilmente attribuibile al Pontelli, in analogia con altre strutture da lui create portanti questo medesimo segno. Sotto l'abaco delle colonne, agli angoli, si riscontra la presenza della rovere ghiandifera, diretto riferimento ai Della Rovere.
L'intuizione del Pontelli fu quella di integrare nell'angolo posteriore sinistro della chiesa la preesistente Torre Malatestiana (datata 1348), alla cui base vi realizzò la cappella laterale sinistra dedicata al SS. Sacramento. Come rileva il Vasari, la Torre dovette subire delle modifiche sia interne sia esterne per adeguarsi allo stile della nascente chiesa e diventando, a detta dello stesso storico, "la più bella torre elevata nelle Marche durante il Rinascimento".
La chiesa di Santa Maria Nuova nel 1766 fu promossa a basilica minore collegiata da papa Clemente XIII e a ricordo di questa proclamazione vi sono tuttora due lapidi all'ingresso della cappella di sinistra. In occasione dell'evento fu donata dal cardinale Nicolò Maria Antonelli, come recita letteralmente un'epigrafe, la reliquia di "SANCTI STERCORIS MARTIRIS", conservata oggi all'interno dell'altare maggiore. Nel corso dei secoli il titolo di collegiata fu perso. L'annessa sacrestia venne realizzata cinquant'anni dopo la costruzione della chiesa, in particolare nell'anno 1542, nella metà casa adiacente alla chiesa come da atto notarile firmato dal notaio Camillo Gabuccini.

## Descrizione

### Esterno
Presenta una bassa facciata rettangolare con paramento in mattoni a vista e una fascia di riquadri a basso rilievo al di sopra della quale si aprono tre finestre rotonde strombate, di cui la centrale sopra il portale è la più grande. L'ingresso della chiesa quindi presenta un portale in pietra bianca scolpita in bassorilievo che la tradizione associa a Raffaello Sanzio, ma si tratta di un riferimento non documentato e talvolta criticato: l'architetto Gianni Volpe sosteneva infatti che fosse opera di costruttori lombardi. Si tratta di una forma a tabernacolo, con un avancorpo triangolare che poggia sul fregio arricchito da pregiati bassorilievi e sull'architrave che finalmente scende nelle colonne corinzie.

### Interno

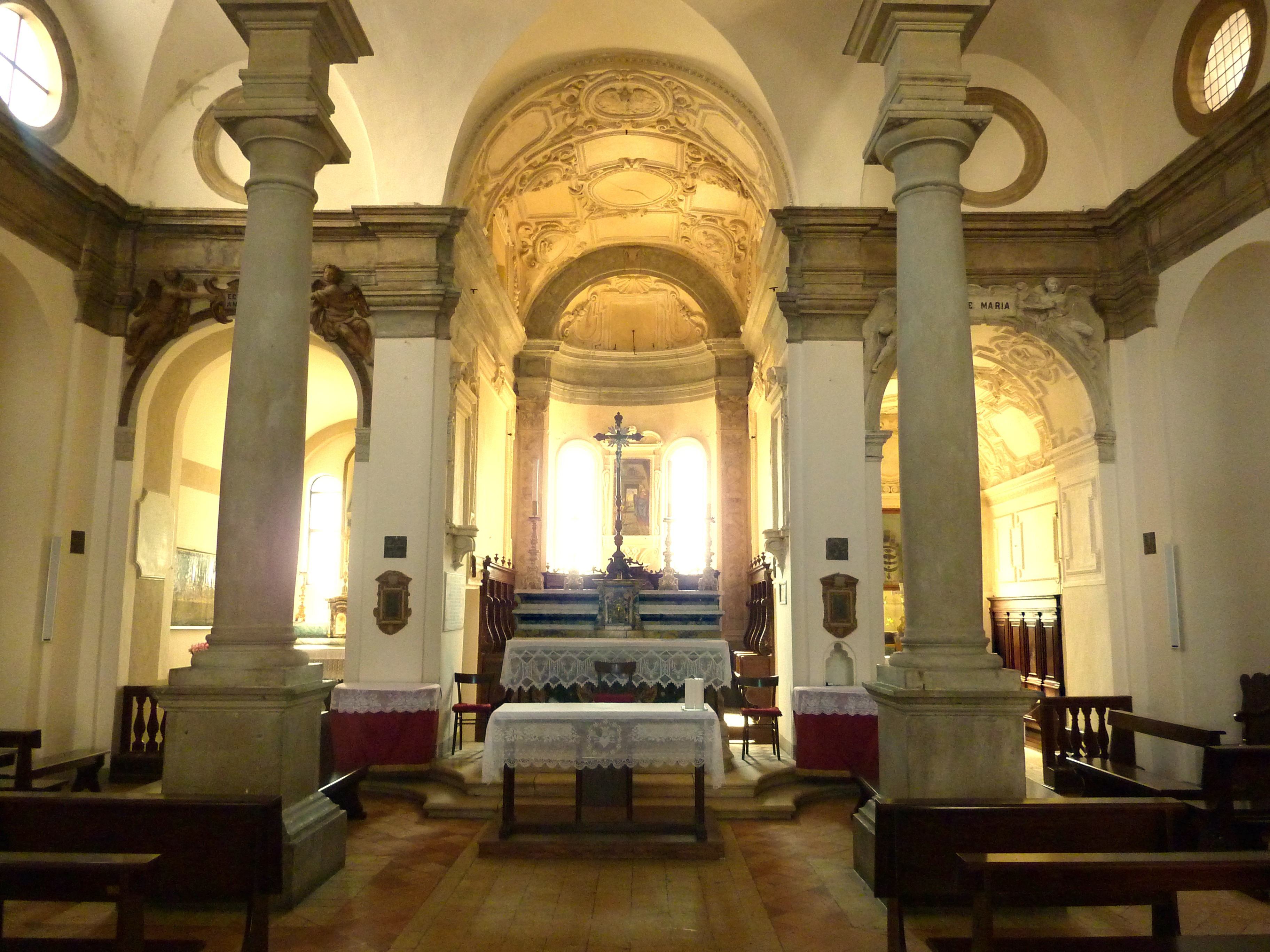
Interno della chiesa

Ha una pianta quadrata e all'interno lo spazio è diviso in tre navate. Nel lato orientale troviamo tre cappelle, due laterali e una centrale. La cappella laterale sinistra è dedicata al Santissimo Sacramento mentre la cappella laterale destra è dedicata alla madonna di Loreto e qui si trova anche un piccolo coro del cinquecento. La cappella centrale ospita l'altare maggiore e posteriormente il coro in noce, entrambe opere del settecento. Le navate sono divise da quattro colonne cilindriche in pietra che sorreggono il capitello, l'architrave, il fregio e la cornice. Al di sopra partono:
- il sistema delle volte a crociera che si estende sopra le navate laterali e nella porzione anteriore e posteriore della navata centrale;
- quattro archi a botte in pietra grigia che sorreggono la cupola emisferica (esternamente nascosta da un tiburio) che a sua volta, come una semicalotta, sorregge un lanternino.

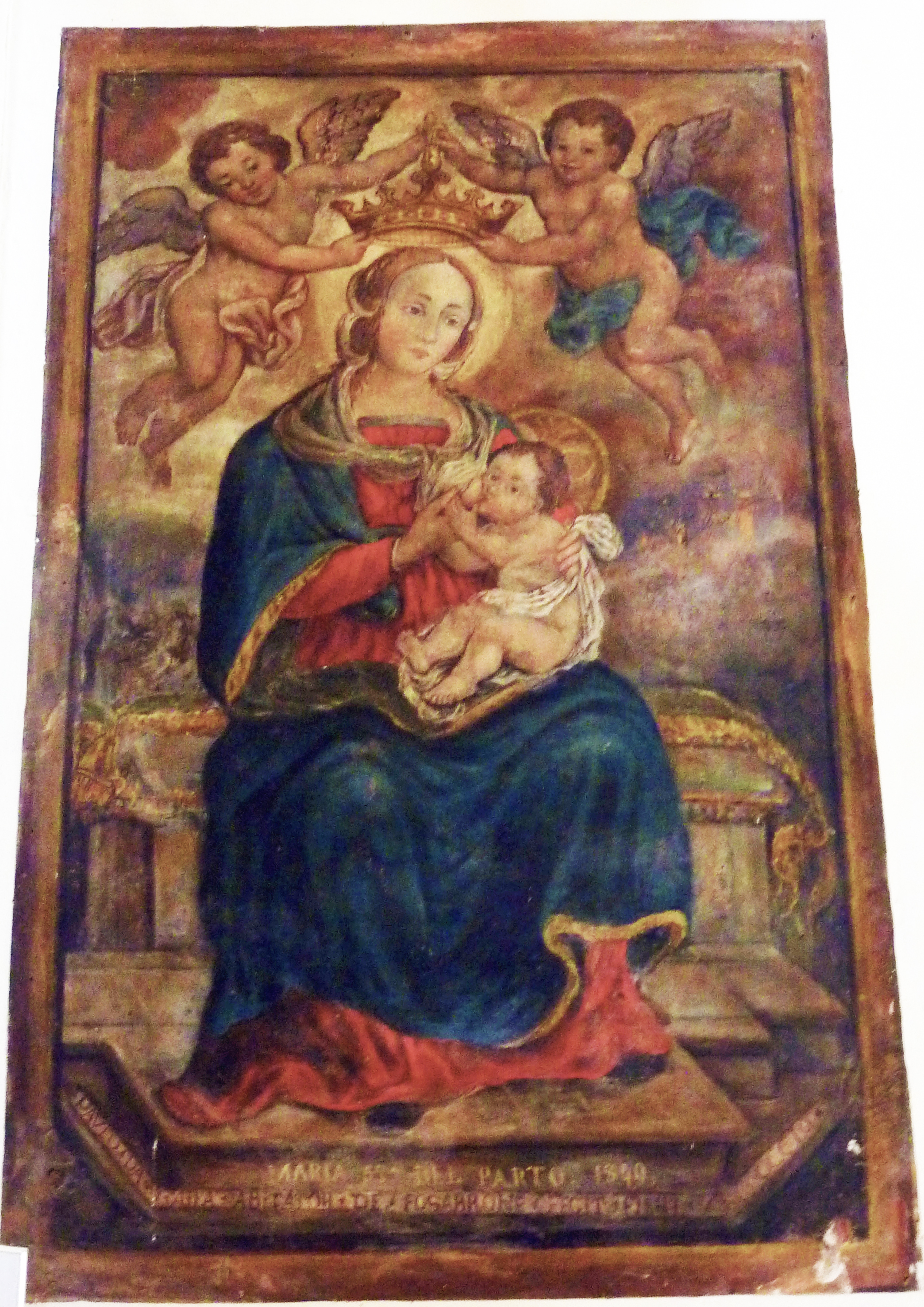
Affresco Madonna del parto

All'interno l'intonaco bianco è prevalente, con uno stacco in alto rappresentato da una cornice in pietra grigia che percorre tutto il perimetro e individua al di sopra delle lunette in cui è presente un gioco di oculi aperti e chiusi, presenti anche all'interno della cupola. Le decorazioni interne sono opera dello stuccatore Federico Brandani e sono presenti sulla volta e sulle pareti della cappella centrale, dove si trovano l'altare maggiore e il coro in noce del settecento, e della cappella laterale destra dedicata alla madonna di Loreto.
Sui lati destro e sinistro troviamo tre nicchie per parte che si estendono fino alla cornice in pietra e due di esse ospitano opere di rilievo. La prima sulla destra ospita la statua lignea del Cristo Risorto che mostra un Gesù splendente di luce sopra la propria tomba con la bandiera della vittoria che abbaglia un soldato. Tale opera è attribuita a un'artista della scuola romana del XVII secolo. Tra la seconda e la terza nicchia di destra è possibile vedere l'affresco della "Madonna del parto" che rappresenta Maria con Gesù suggente e due angeli che la incoronano. Dell'autore non si sa nulla ma si conosce il committente, un tale Paolo da Gaifa di Fossombrone e l'anno di esecuzione, 1510. La prima nicchia sulla sinistra invece ospita il fonte battesimale in pietra e al di sopra un'opera in cartapesta di Gesù Crocifisso datata 1600. A sinistra è collocata la statua della Madonna Addolorata mentre sulla destra v'è sant'Agnese con un agnellino sul braccio destro. Scorrendo tra la seconda e la terza nicchia si trova un dipinto incorniciato di Paolini del 1820 che rappresenta la visita di Maria alla cugina Elisabetta.